# Татарінцев Антон Юрійович
Антон Юрійович Татарінцев (нар. 28 вересня 1984, Ялта) — український футболіст, що грав на позиції захисника. Відомий виступами за футбольний клуб «Таврія» у вищій українській лізі. Після російської окупації Криму прийняв російське громадянство, виступав за створені російськими оупантами футбольні клуби, тренує ялтинську футбольну команду.

## Кар'єра футболіста
Антон Татарінцев народився у Ялті, та розпочав займатися футболом у сімферопольському УОР. У сімферопольську «Таврію» прийшов у 2002 році, спочатку грав у дублюючому складі команди, а 4 жовтня 2004 року дебютував у основному складі команди у вищій лізі в матчі з дніпропетровським «Дніпром», проте після перерви матчу його замінили на Олександра Заруцького. 16 жовтня 2004 року Татарінцев дебютував за «Таврію» в розіграші Кубка України в матчі проти донецького «Шахтаря». Проте надалі футболіст грав лише за дублюючий склад команди, в якому перебував до кінця 2005 року.
У 2006—2007 роках футболіст грав за аматорські команди з Ялти «Штурм» і «Рекорд+», а в другій половині 2007 року грав за аматорський колектив із Джанкоя «Арсенал», за який встиг візначитись у чемпіонаті Криму 16 забитими м'ячами. Надалі Татарінцев грав за ялтинські аматорські команди «Штурм», «Рекорд+», «Ялта», «Чорноморець», а в 2012 році зіграв 1 матч в аматорському чемпіонаті України за ялтинську «Жемчужину».
Після російської окупації Криму футболіст прийняв російське громадянство. та продовжив виступи у створених російськими окупантами клубах «Ялта», «Чорноморець», «Кримтеплиця», «Алушта», «Рубін». У 2013—2015 роках Татарінцев очолював місцевий аматорський клуб «Чорноморець», у 2016—2017 роках очолював аматорський клуб «Ялта-Авангард», а з серпня 2018 року працює тренером у аматорському клубі «Мрія» з Ялти.